# 思川 (鹿児島県)
思川 （おもいがわ）は、鹿児島県鹿児島市西佐多町（旧鹿児島郡吉田町）から姶良市へと流れて鹿児島湾（錦江湾）へ注ぐ二級河川である。

## 地理

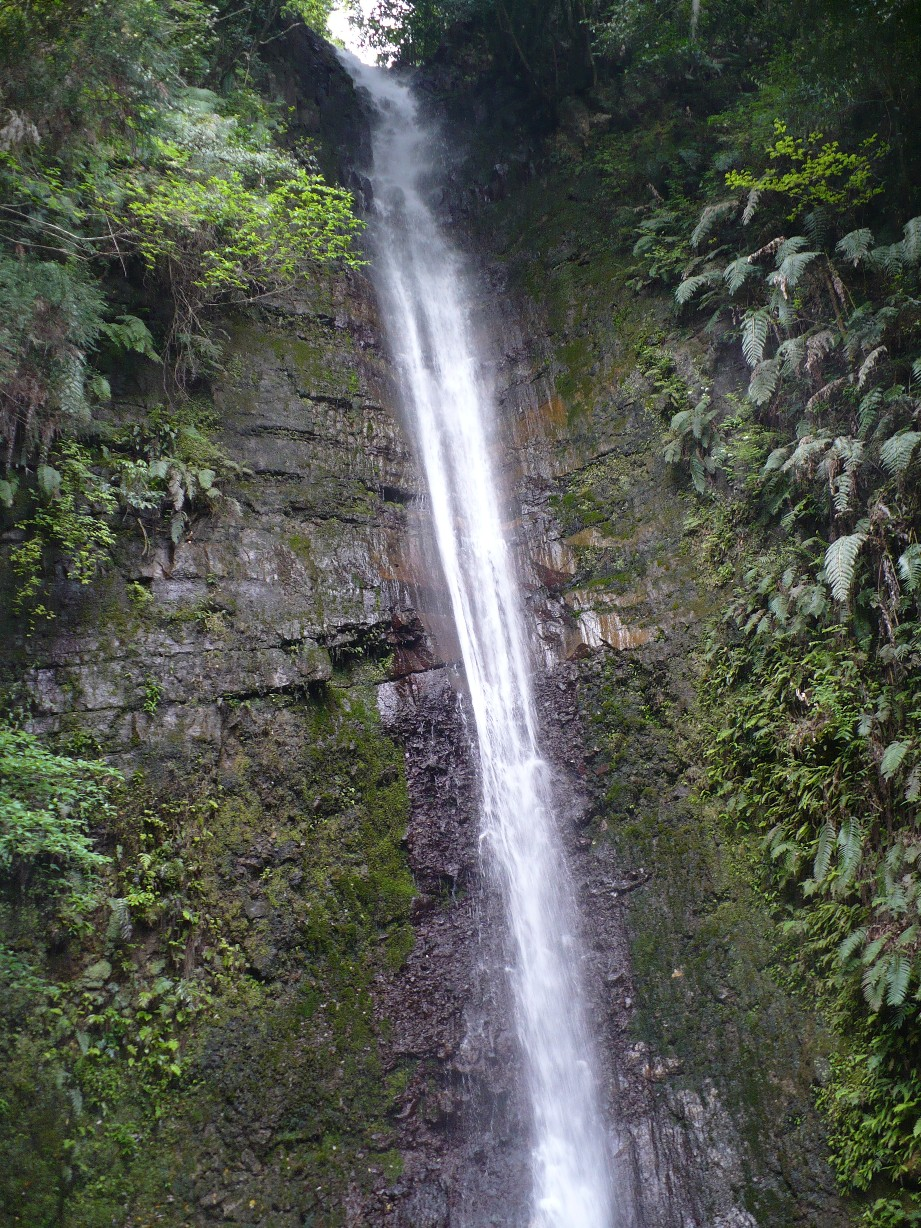
思川支流にある布引滝

鹿児島市西佐多町の前峯付近に源を発し、姶良郡姶良町重富の脇元地区で鹿児島湾に注ぐ。河川長17キロ（二級河川部13.1キロ、流域面積60.2平方キロ）。
上流域は数本の支流をあわせて狭小な谷底平野を形成する、上流の代表的な支流である鹿児島市の牧之山に源を発する本名川は急流な渓谷をなし、高附発電所では発電（最大出力240キロワット）にも利用されている。
支流のひとつが台地から平野部へ流れ出る場所に布引滝を形成している。
海抜10m程度の平坦な姶良町堅野地区、平野を蛇行する姶良町池島地区などの下流域では鹿児島市のベッドタウン化による人口増加で土地改良事業により農地から住宅地への転用も見られる。
流域は食品加工など中小の工場が存在し、鹿児島市吉田町や姶良町のスプロール地域のひとつでもある。
河口付近の鹿児島湾では一部、海水浴場となっており潮干狩りも楽しめる。